# Хейс, Матильда
Матильда Хейс (англ. Matilda Mary Hays; 1820—1897) — английская писательница, журналистка, переводчица и актриса. Была соучредителем журнала English Woman’s Journal. Отличалась гомосексуальной ориентацией, имела многолетние отношения с актрисой Шарлоттой Кашмен, поэтессой Аделаидой Проктер и скульптором Харриет Хосмер.

## Биография
Родилась 8 сентября 1820 года в Лондоне; дочь торговца кукурузой Джона Хейса (англ. John Hays) и его жены Элизабет Хейс (англ. Elizabeth Mary Hays), которая до этого брака была замужем за Джейкобом Бризом (англ. Jacob Breese, умер в 1807 году). Кроме Матильды в семье были сёстры Элизабет и Сюзанна и брат Альберт. Также у нё были две сводные сестры — Эмма и Клэр.
С 1838 года Матильда писала статьи для периодических изданий, включая The Daily Mirror и Ainsworth Magazine, большей частью по вопросам женщин. Большое влияние на мировоззрение Матильды оказали стиль жизни и произведения Жорж Санд, некоторые из работ которой она перевела на английский язык. Также она переводила её труды совместно с Elizabeth Ann Ashurst Bardonneau и Edmund Roberts Larken.

### Работа в журналах
В 1847 году Хейс неотступно преследовала мысль создать женский журнал по образцу американского Godey’s Lady’s Book. Её подруги Шарлотта Кашмен и Mary Howitt помогали Матильде в реализации её идеи, но Хейс отказалась от неё ввиду отсутствия средств и времени. Вскоре после этой неудачной попытки, английская поэтесса Элиза Кук начала выпуск журнала Eliza Cook’s Journal, в который Хейс вносили свой журналистский вклад. И всё же Матильда Хейс стала одним из основателей и редактором женского журнала English Woman’s Journal, основными акционерами которого были Барбара Бодишон и Bessie Rayner Parkes. Общество Society for Promoting the Employment of Women и издательство Victoria Press при содействии Хейс нашли и сняли офис на Langham Place в лондонском районе Вестминстер. Матильда ушла из журнала в 1864 году из-за разногласий со своим соредактором.

### Актриса
В 1848 году семья Хейс ощутила финансовые проблемы из-за смерти отца. В это же время Шарлотта Кашмен, выступавшая со своей сестрой Сьюзен в театре, оставили сцену. Сьюзен удачно вышла замуж за ливерпульского учёного Джеймса Маспрэтта. Матильда и Шарлотта продолжили жить в Йоркшире и с помощью Уильяма Кавендиша занимались и даже открыли баню. Некоторое время Хейс выступала с Кашмен в театре в эпизодических ролях.

### Хайес и Кашмен

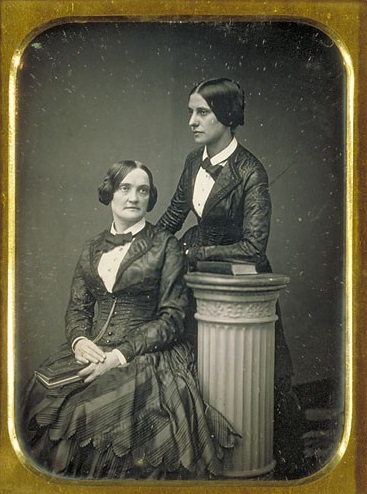
Шарлотта Кашмен и Матильда Хейс, 1858 год

Обе женщины начали встречаться между 1846 и 1848 годами. Вскоре у них начался любовный роман и они жили вместе на протяжении почти десяти лет, путешествуя по Европе, где стали известной парой. В 1852 году Кашмен ушла со сцены и вместе с Хайес они стали жить в Риме в американской богемной диаспоре, состоящей, в основном, из лесбийских художников и скульпторов. В 1854 году Матильда покинула Шарлотту и ушла к скульптору Харриет Хосмер, между тремя женщинами возникла ревность. В конце-концов Хейс в вернулась к Кашмен, но прежних доверительных отношений между ними уже не было. К концу 1857 года Шарлотта вступила в связь со скульптором Эммой Стеббинс; узнав про это, Матильда разозлилась и ушла от Шарлотты. Она подавала на партнёршу в суд, заявив что пожертвовала своей карьерой ради карьеры Кашмен и требовала материальную компенсацию. Шарлотта заплатила Матильде неизвестную для публики сумму и две женщины расстались навсегда.
Умерла 3 июля 1897 года в Ливерпуле. В бостонском Музее изящных искусств имеется фотография Матильды Хейс с надписью Шарлотты Кашмен.
Матильда Хейс автор романов:
- Matilda M. Hays. Helen Stanley (неопр.). — London: E. Churton, 1846.
- Matilda M. Hays. Adrienne Hope (неопр.). — London: T. Cautley Newby, 1866.